# Jan Brueghel, o Velho
Jan Brueghel o velho (Bruxelas, 1568 — Antuérpia, 13 de janeiro de 1625) foi um dos mais notáveis pintores quinhentistas flamengos. Segundo filho de Pieter Brueghel o velho, irmão de Pieter Brueghel o jovem e pai de Jan Brueghel o jovem, Jan é muito conhecido pelas suas naturalistas paisagens campestres ou pelos seus realistas bouquets de flores.
Nascido no seio de uma família de pintores flamencos, Jan teve, desde cedo, um grande contacto com a arte, tendo aprendido, por exemplo, com a sua avó, a pintar com aquarelas. Tinha diversos apelidos, como "veludo" e "flor", para assim se poder distinguir dos outros membros da família.
Estudou na escola de Antuérpia, onde foi aluno de Pieter Goctkind e, provavelmente, de Gillis van Coninxloo, durante oito anos. Esteve em Itália alguns anos, porém, retornou à sua cidade de Antuérpia em 1598. Lá se casou, um ano depois, com Isabella de Jode, de quem teve dois filhos, incluindo Jan Brueghel o jovem. Porém, sua mulher morreu em 1603.
Em 1605, Jan casou-se de novo, desta vez com Catherinne van Marienberghe, de quem teve oito filhos.
Durante toda a sua vida foi-lhe assegurada fama e fortuna, em parte, devido ao enorme reconhecimento do seu pai entre a aristocracia e artistas flamengos. Todavia, nem a fama nem a fortuna lhe valeram muito quando contraiu cólera e morreu, em 1625.

## Galeria

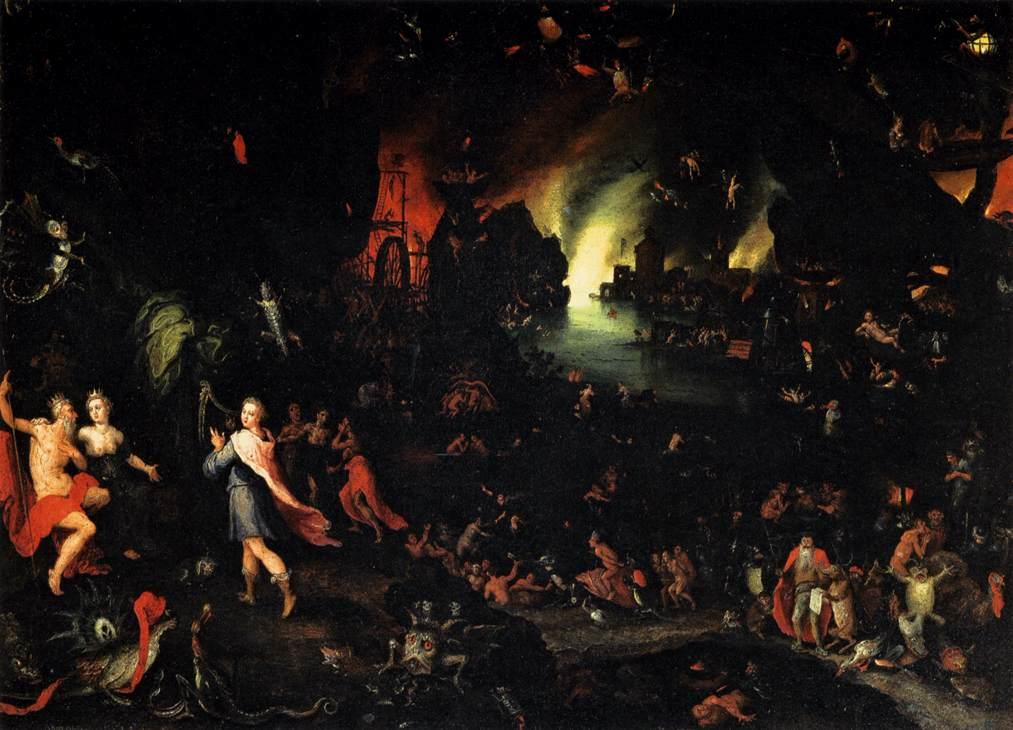
Orpheus in the Underworld, Galeria Palatina, Florença, Itália